# Boynton Hall
Boynton Hall est une maison de campagne dans le village de Boynton près de Bridlington, East Yorkshire, Angleterre. C'est un bâtiment classé Grade I.
Construite à l'origine à la fin du XVIe siècle, la maison est remaniée à plusieurs reprises depuis. Elle est construite en briques rouges avec des pansements en pierre et un toit en ardoise, à l'origine sur un plan en H, mais depuis comblé à l'avant. À l'origine un bâtiment de deux étages, c'est maintenant un bâtiment de trois étages avec une façade de 7 travées. Les 5 travées centrales sont légèrement en saillie et présentent une travée polygonale à 3 fenêtres.
Le manoir se trouve dans un parc associé, avec un jardin clos et la folie du temple Carnaby (connue localement sous le nom de Pepperpot) . D'autres bâtiments, tels que la laiterie, le pigeonnier et le lodge, sont des bâtiments classés Grade II .

## Histoire

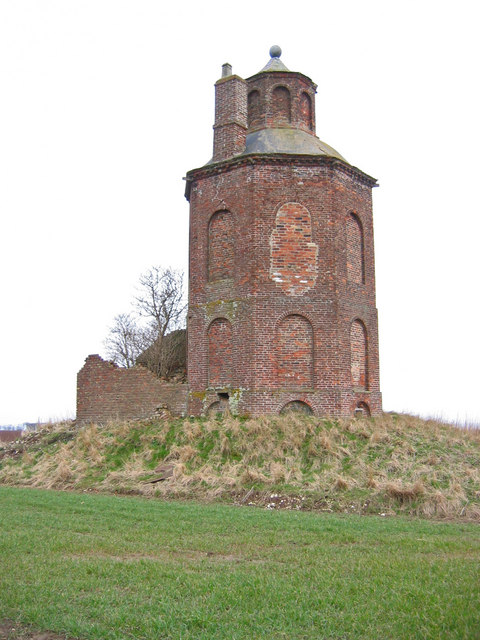
Temple de Carnaby

La maison est acquise en 1549 par William Strickland (navigateur) (en) de Marske, qui l'agrandit en un bâtiment en forme de H avec un hall central. Strickland est réputé pour avoir navigué en Amérique avec Sébastien Cabot et avoir introduit la dinde en Angleterre et est deux fois député de Scarborough.
Elle passe à son petit-fils, le parlementaire Sir William Strickland (1er baronnet) qui est député de Hedon au Long Parlement de 1640 à 1653, puis via William Strickland (3e baronnet), député à William Strickland (4e baronnet), député, qui charge Lord Burlington et William Kent d'effectuer des travaux sur le manoir. D'autres modifications sont apportées par le 4e baronnet en 1684. Dans les années 1720, un étage supplémentaire est ajouté avec un nouveau toit en ardoise et dans les années 1760, l'avant de la maison est rempli par l'architecte de York, John Carr (architecte) (en) .
Le 7e baronnet change son nom en Cholmley en 1865 afin d'hériter des domaines, notamment Howsham Hall, de Nathaniel Cholmley, mais son fils Charles Strickland (8e baronnet) revient au nom de famille traditionnel. La lignée directe Strickland s'éteint en 1938 à la mort de Walter Strickland (9e baronnet) (qui a renoncé au titre et quitté le pays) et le manoir passe à la branche Strickland-Constable de la famille qui le vend dans les années 1950.
La maison est ensuite rachetée dans les années 1980 par un membre de la famille, Richard Marriott, et a depuis été restaurée.